# مدلین پرو

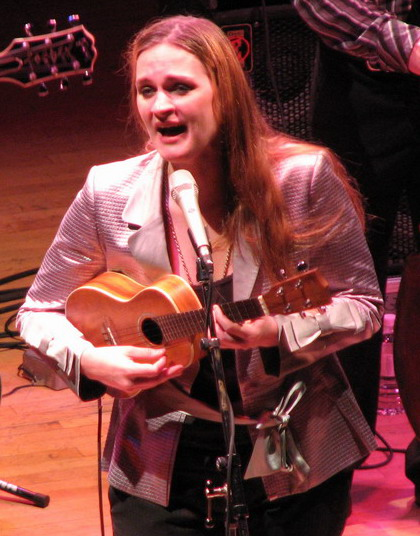
مدلین پیرو

مدلین پرو (۱۹۷۴-) خواننده جاز و گیتاریست و ترانه‌ساز آمریکایی است که صدا و طرز خواندش بسیار شبیه به بیلی هالیدی است.
او در شهر آتنز در ایالت جورجیای آمریکا به دنیا آمد. پدر و مادرش که شغل دانشگاهی داشتند، به گفته خودش، هیپی بودند. خانواده‌اش در شش سالگی او به نیویورک رفتند و او در آن شهر بزرگ شد. پس از طلاق والدینش همراه مادر به پاریس رفت.
مدتی در پاریس به نواختن و خوانندگی در کنار خیابان می‌پرداخت. نخستین آلبوم او بنام دریم‌لند (سرزمین رویا) در سال ۱۹۹۶ منتشر شد.